# Los límites del cielo
Los límites del cielo es la sexta y última novela de la saga de La elevación de los pupilos del escritor norteamericano David Brin. Como los dos anteriores, continua las aventuras de la nave espacial del  Clan terrestre Streaker. Esta novela, sin embargo, presenta historias más alternativas que sus predecesoras, el seguimiento no sólo de los humanos y resto de exiliados de Jijo, ya que vuelve a entrar en la corriente principal de la sociedad galáctica, con el explorador chimpancé del hiperespacio Harry Harms y otros.
El libro narra la salida del "Streaker" del planeta Jijo y su regreso al espacio. Todavía tratando de llegar a la Tierra, entran en contacto con diversos órdenes de vida: los Respiradores de Hidrógeno, el orden Retirado, el orden Mecánico, y el orden Trascendente. Pronto un acontecimiento, la ruptura inminente de la estructura del universo se revela y el Streaker es encomendado por el orden Transcendente a desempeñar un papel en él, antes de volver a la Tierra con un truco por jugar.

## Traducciones
- Francés: "Le Grand défi" ("The great challenge"), 1999
- Alemán: "Am Grenzpunkt der Ewigkeit" ("At the boundary of Eternity"), 1999.
- Ruso: "Небесные просторы" ("Heavenly Expanses"), 2003.
- Serbio: "Небески досег" ("Heaven's Reach"), 1999.
- Español: "Los Límites del Cielo" ("Heaven's Reach"), 2000.

- Datos: Q548368